# Botewgrad
Botewgrad (bulgarisch Ботевград) ist eine Stadt im Westen Bulgariens, die nach Christo Botew benannt wurde. Bis 1866 hieß die Stadt Samundschiewo (bulgarisch Самунджиево) und danach bis 1934 Orchanie (bulgarisch Орхание).

## Geografie
Botewgrad liegt im Bezirk/Oblast Sofia, sechzig Kilometer nordöstlich der Hauptstadt Sofia, Richtung Warna und Russe, sowie elf Kilometer westlich von Prawez. Sie liegt im Botewgrad-Talkessel (bulgarisch Ботевградска котловина/Botevgradska Kotlovina) an der Südseite des Balkangebirges. Nach Samokow ist Botewgrad die zweitgrößte Stadt in der Oblast Sofia. Botewgrad ist Verwaltungssitz der gleichnamigen Gemeinde Botewgrad.
Vom Stadtviertel Selin führt ein Wanderweg (zwei bis drei Wegstunden) zur Berghütte Rudinata, entlang am Felsmassiv Bilo am Westhang des Balkangebirges.
Die Entwicklung der Stadt wurde durch ihre Nähe zur Hauptstadt Sofia ebenso begünstigt wie durch ihre günstige strategische Lage am Witinjapass, der eine der wenigen Verbindungen zwischen Nord- und Südbulgarien darstellt.

## Geschichte

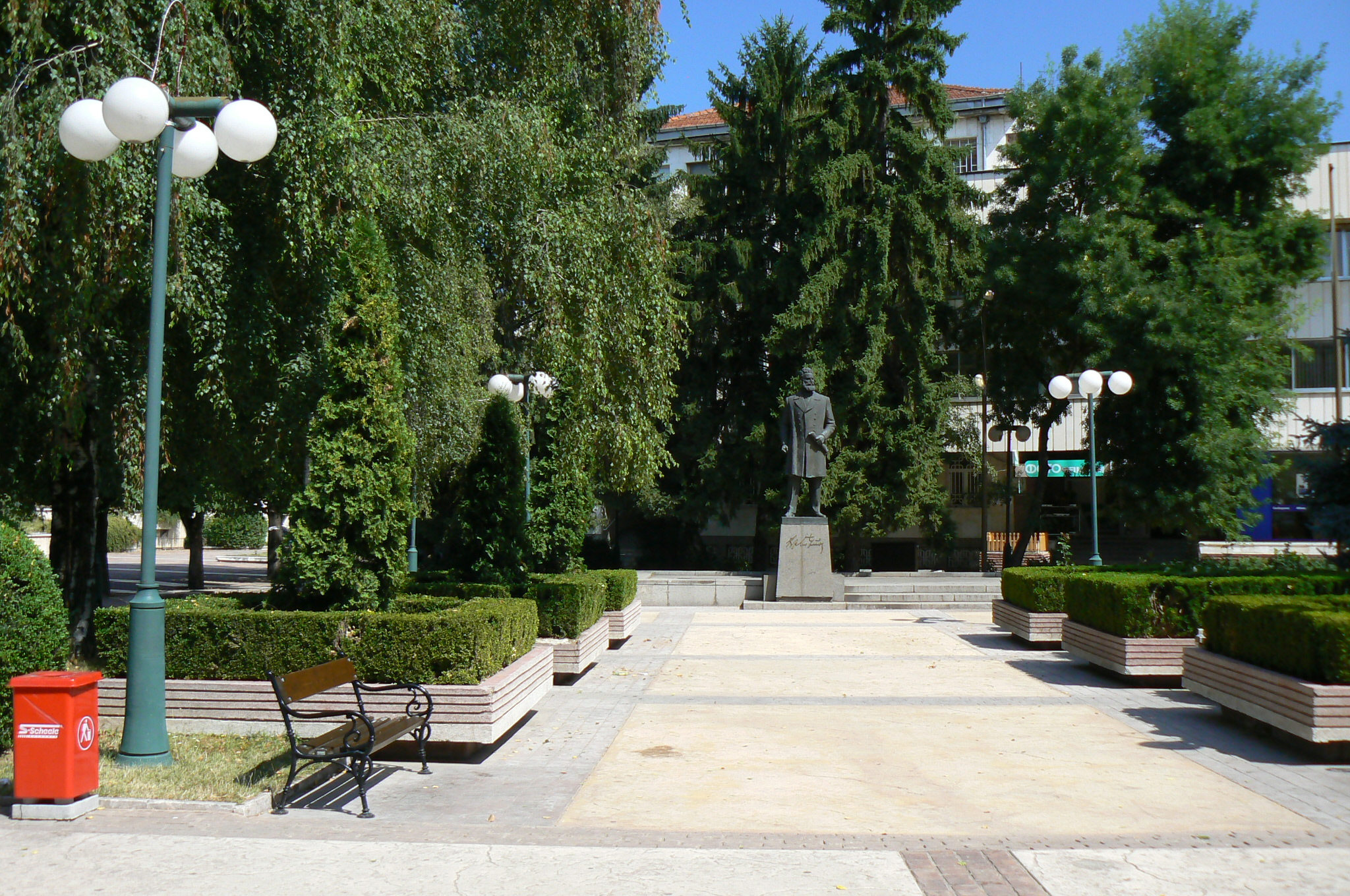
Christo Botew Denkmal in Botewgrad

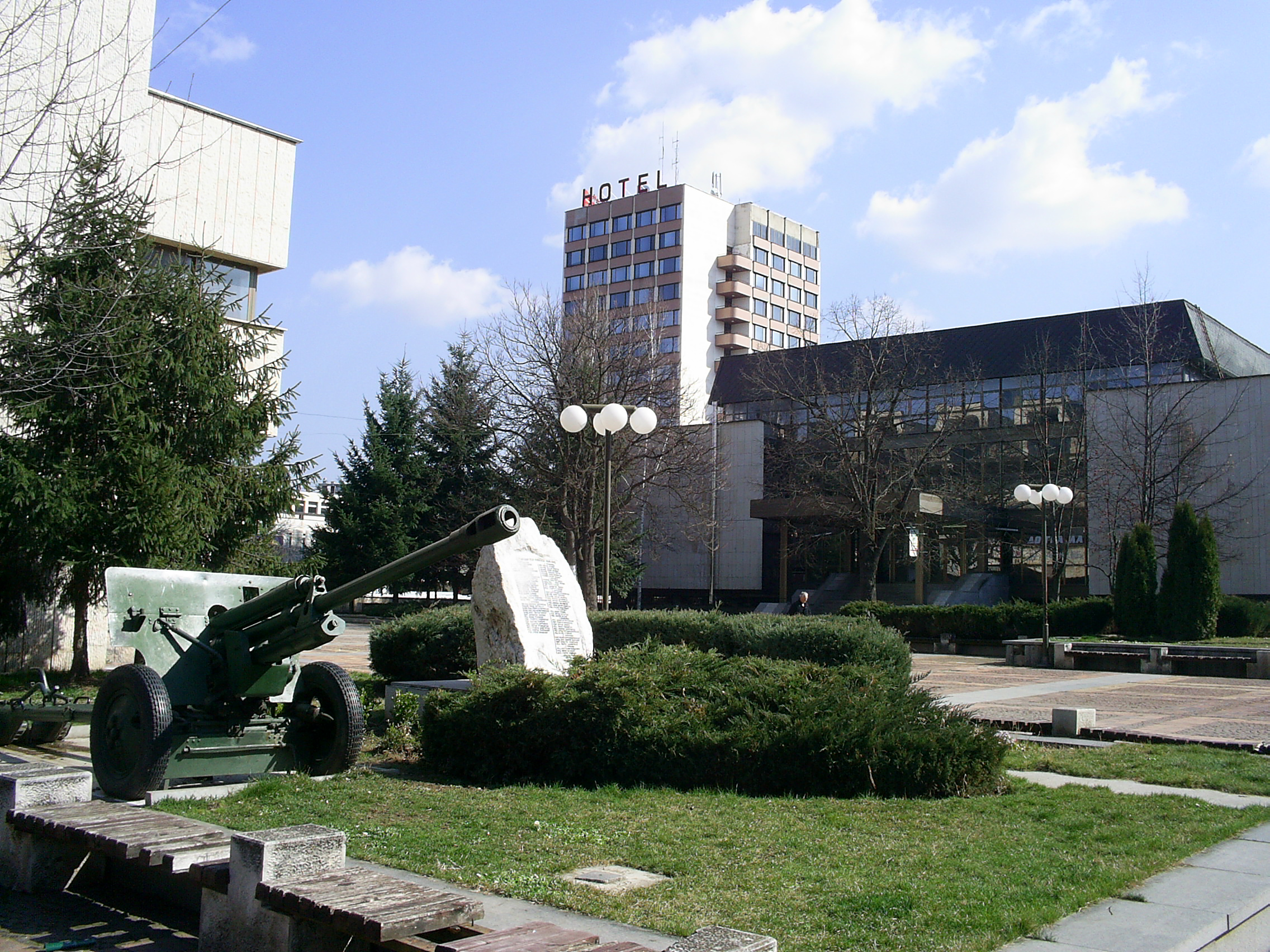
Stadtzentrum von Botewgrad

Die erste nachweisbare Siedlung an diesem Ort war eine thrakische Siedlung aus dem 5. Jahrtausend v. Chr., westlich des heutigen Blagoewgrad, in der Gegend Manastirischteto, bei den Hopfenfeldern. Hier wurden verschiedene Gegenstände gefunden, die heute (2009) im Museum von Botewgrad ausgestellt sind: Haushaltskeramik, Baukeramik, Arbeitsgeräte und Marmorplatten mit der Darstellung des Thrakischen Reiters.
In der Nähe der Stadt wurden Teile einer römischen Meilensäule gefunden, die zu Ehren der Kaiser Valentinian I., Valens und Gratian aufgestellt wurde. Die Säule stammt wahrscheinlich aus dem Jahr 375, weil nur in diesem Jahr alle drei Kaiser geherrscht haben. Wegen der Nähe des Ortes zur Römerstraße wurde er von den Bewohnern aufgegeben und drei Kilometer nach Süden verlegt. Hier entwickelte sich im Schutz des Waldes ein neuer Ort mit dem Namen Selin (bulgarisch Зелин). Heute (2009) ist Selin ein Villenviertel in Botewgrad, drei Kilometer vom Zentrum entfernt. Das Viertel liegt inmitten eines ausgedehnten Laubwaldes und dient den Bewohnern Botewgrads und der Umgebung als Naherholungsgebiet, Luftkurort und Sommerkurort.
Bei der Ansiedlung der Slawen in dieser Region wurde der Ort slawisch. Das Dorf Selin gehörte zum Feudalbesitz von Sewast Ognjan, der unter Zar Iwan Schischman (herrschte in Weliko Tarnowo von 1371 bis 1395) ein angesehener Boljare war. Ognjan hatte seinen Sitz in der Festung Boschenischki Urwitsch (bulgarisch Боженишки Урвич). Die Ruinen der frühbyzantinischen Festung Boschenischki Urwitsch befinden sich heute 23 Kilometer nördlich von Botewgrad, drei Kilometer vom Dorf Boscheniza entfernt. Neben den Ruinen der Festung sind hier auch eine Felsenkirche und Wohnräume zu besichtigen, in denen eine Inschrift von Sewast Ognjan gefunden wurde.
Die Gegend um Botewgrad und Prawez war während der osmanischen Eroberung Bulgariens einer der letzten Widerstandherde gegen die Osmanen. Sewast Ognjan verteidigte für seinen Zaren Iwan Schischman die Festung gegen die Osmanen.
In der ersten Hälfte des 18. Jahrhunderts verlegten die Bewohner des Dorfes Selin ihren Ort erneut, dieses Mal in einen Talkessel, in dem das heutige Botewgrad liegt. Dort, wo das neue Dorf Samundschiewo (bulgarisch Самунджиево) entstand, gab es vorher nur eine Herberge und eine Bäckerei. Samun ist das bulgarische Wort für Brotlaib. Das Dorf war angeblich für die schönen Brotlaibe bekannt, die dort gebacken wurden.
Diese Darstellung, dass das Dorf Samundschiewo erst neu angelegt wurde, steht jedoch im Widerspruch zu Angaben in einem osmanischen Register der Falkner (Dogandschi – siehe Derwendschi) des Dorfes Samundschiewo aus den Jahren 1564 bis 1565. Danach gab es an dieser Stelle bereits das Dorf Samundschiewo oder einige der hiesigen Bewohner waren zumindest mit der Aufzucht von Falken für den Sultanshof beschäftigt.
Ob es damals eine Kirche im Dorf gab, ist nicht bekannt. Bekannt ist lediglich, dass es 1826 im Dorf Samundschiewo eine
kleine Kapelle Sweti Georgi (Heiliger Georg) gab, sowie eine Klosterschule in einem Privatgebäude. Ein Schulgebäude wurde erst zwanzig Jahre später gebaut. 1864 wurde ein Uhrenturm gebaut und 1865 wurde hier die einzige bulgarische Kirche errichtet, die Georgi Sofijski Nowi (auch: Georgi Sofiskij Kratowski; bulgarisch Георги Софийски Нови; * 1497, † 1515) gewidmet war, einem heiligen Märtyrer, der von den Osmanen getötet wurde, weil er sich weigerte, eine Türkin zu heiraten und zum Islam überzutreten.
1866 wurde der strategisch wichtige Weg von Russe (damals Rustschuk) nach Sofia durch das Dorf verlegt. Der alte Weg führte vorher über den Pass von Etropole (bulgarisch Етрополски проход), während der neue über Arabakonak (bulgarisch Арабаконак) führte. Im Zusammenhang mit der Regulierung der Landstraße Sofia-Plewen wurde auf Anordnung des bekannten türkischen Reformers Midhat Pascha, damals Verwalter der Donauregion in seiner Eigenschaft als Gouverneur (Wali) des Bezirks/Vilâyet Rutschuk, dem Dorf Samundschiewo der Status einer Stadt verliehen. Die neue Stadt wurde Orchanie (bulgarisch Орхание) genannt, zu Ehren des Sultans Orhan I. Die Benutzung des alten Namens Samundschiewo für die neue Stadt Orchanie wurde bei Androhung hoher Geldstrafen verboten. Die Bewohner nahmen jedoch den neuen Namen Orchanie nicht an und verwendeten stattdessen das türkische Wort für Stadt – Kasaba (eine Stadt ohne Festung).
Die Stadt Orchanie sollte den neuen Weg von Russe nach Sofia beschützen und Reisende beherbergen. Die Stadt wurde planmäßig ausgebaut, mit einer Anordnung der Straßen im Schachbrettmuster und Häusern mit großen Höfen.
Der ungarische Reisende Felix Kanitz besuchte die Stadt 1871 und schrieb, dass sie das Zentrum von ungefähr 25 Dörfern ist.
Die Stadt wurde zum Zentrum des Gerichtsbezirks (Kaza), der dreißig Dörfer sowie die beiden Städte Etropole und Tetewen umfasste, die von den Gerichtsbezirken Lowetsch und Wraza ausgegliedert worden waren.
Die Bewohner der Stadt kämpften in den Freischaren von Chadschi Dimitar (bulgarisch Хаджи Димитър), Panajot Chitow und Filip Totju (bulgarisch Филип Тотю) als Tschetniks gegen die osmanische Herrschaft. Im Dezember 1870 kam Wasil Lewski in die Stadt und gründete ein Revolutionskomitee. Die Stadt Orchanie gehörte zum ersten – von Lewski gegründeten – Revolutionsbezirk in Bulgarien.
Vor dem Aprilaufstand von 1876 bereitete sich die bulgarische Bevölkerung aktiv auf den Aufstand vor. Die Stadt kämpfte gegen die osmanischen Freischärler (Başı Bozuk) und erlebte die grausame Unterdrückung des Aufstandes. Am Fuße des Gipfels Okoltschiza (bulgarisch Околчица) im Raschow-Tal, zwölf Kilometer nordwestlich von Botewgrad, wurden Christo Botew und Botews Freischar am 2. Juni 1876 im Kampf gegen die Osmanen getötet. Am 1. Dezember 1934 wurde die Stadt, auf Vorschlag von Assen Slatarow  (bulgarisch Асен Златаров), nach dem Dichter und Kämpfer des Aprilaufstandes, Chisto Botew von Orchanie, in Botewgrad umbenannt. Seitdem ist der 1. Dezember der Feiertag der Stadt.
Während des Russisch-Osmanischen Krieges von 1877/1878 nahmen auch viele Bewohner von Orchanie als bulgarische Freiwillige (Narodno opaltschenie, bulgarisch Народно опълчение) auf der Seite der russischen Armee am Kampf gegen die Osmanen teil. Diese bulgarischen Freiwilligenverbände wurden vom russischen General Nikolaj Stoletow (bulgarisch Николай Столетов) geführt.
In diesem Krieg gab es in der Region lange, verlustreiche Kämpfe zwischen den osmanischen Truppen, die sich an den Pässen des Balkangebirges verschanzt hatten, und den russischen Truppen unter dem Kommando von Josef Gurko. Nach der Zerschlagung der osmanischen Truppen in der Region marschierte die russische Armee am 29. November 1877 in die Stadt ein.
Bei der ersten Volkszählung im Fürstentum Bulgarien im Jahr 1881 hatte Orchanie 2284 Einwohner.

## Wirtschaft

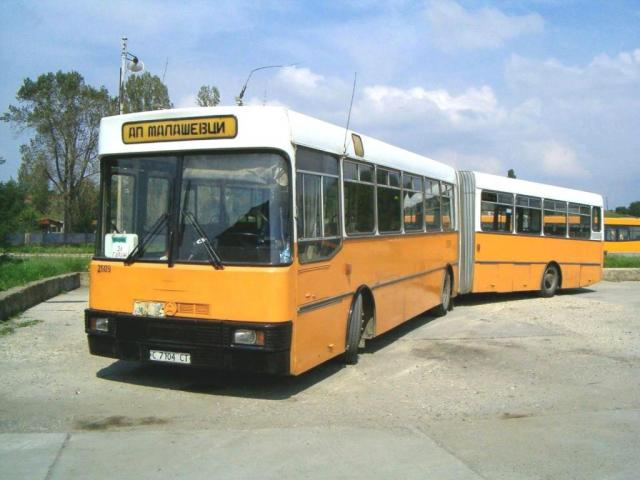
Tschawdar-Bus, Model 141 (2007)

In der Gegend Selin, nördlich von Botewgrad, befindet sich das Ausbildungsobjekt des großen bulgarischen Telekommunikationsunternehmens Balgarska Telekomunikazionna Kompanja  (bulgarisch Българска телекомуникационна компания, BTK). Es handelt sich um ein siebenstöckiges Gebäude mit Unterrichtsräumen und Unterbringungsmöglichkeiten für 120 auszubildende Fernmeldetechniker. Von hier aus sind es fünf Kilometer bis in das Stadtzentrum und weniger als zwei Kilometer bis zur Autobahn Hemus (Liste der Autobahnen in Bulgarien).
Bis 1999 gab es in Botewgrad ein großes Autowerk für die Produktion von Bussen der Marke Tschawdar (bulgarisch Чавдар). Es war 1924 von Ratscho Dschambow als Metallwerkstatt gegründet worden und entwickelte sich später zu einem erfolgreichen Werk für die Herstellung von Bussen. Hier wurden Karosserien hergestellt, die Fahrgestelle wurden aus dem Ausland eingeführt. Bis 1999 war das Werk Tschawdar der größte Arbeitgeber in der Stadt.
Mindestens in den 1980er Jahren wurden hier Halbleiterbauelemente im Werk Mikroelektronika Botevgrad gefertigt.

## Bildung
Neben einem technischen Fachgymnasium gibt es in Botewgrad seit 1991 die International Business School Botewgrad (IBS, bulgarisch Международно висше бизнес училище). Es handelt sich um ein bulgarisch-niederländische College, das der Nachfolger des Colleges für Wirtschaft und business administration (bulgarisch Колежа по икономика и бизнесадминистрация) ist. Die IBS ist ein Ableger der City University of Seattle und hat Filialen im benachbarten Prawez und in Sofia.

## Sehenswürdigkeiten

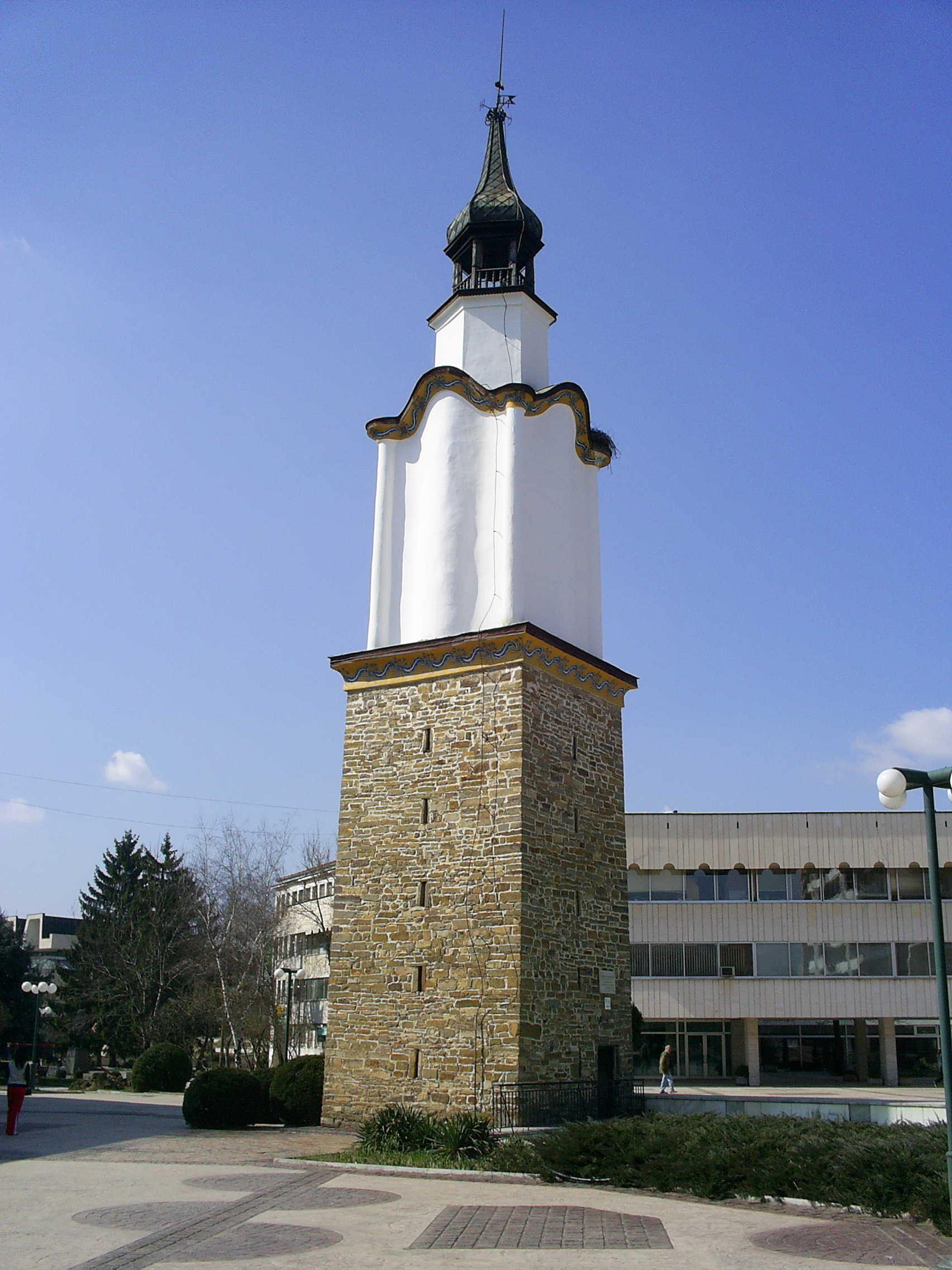
Uhrenturm in Botewgrad

Der Uhrenturm auf dem zentralen Platz von Botewgrad ist ein Symbol der Stadt. Er wurde von 1862 bis 1864 erbaut. Der Name des Architekten ist nicht bekannt. Der Baumeister war Wuno Markow aus dem Dorf Wratschesch. Die Originalteile des Uhrenmechanismus werden im Museum verwahrt. Die jetzige Uhr ist von Uhrenmachern aus Etara (bulgarisch Етъра) angefertigt worden. Die Teile dazu wurden aus dem Ausland eingeführt.
Der Uhrturm von Botewgrad ist in der Liste der 100 nationalen touristischen Objekte Bulgariens aufgeführt, die vom Bulgarischen Tourismusverband erstellt wurde. Der Etappenstempel für das Objekt Nummer 81 befindet sich in der Gemeindeverwaltung der Stadt.
In der Nähe von Botewgrad liegt das Dorf Skrawena, in dem es drei weitere Sehenswürdigkeiten von nationaler Bedeutung gibt: das Beinhaus mit den Gebeinen der Gefallenen von Botews Freischar, das Kloster Sw. Nikolaj und das Kloster Sweto Preobraschenie.
In Botewgrad gibt es ein städtisches historisches Museum, die Kirche Sw. Wasnesenie von 1864 und die Tschitalischte von 1883. Weiterhin gibt es viele Denkmäler: Für Christo Botew, für die gefallenen russischen Soldaten des russisch-türkischen Krieges, für den unbekannten Soldaten, für Baba Kojna, für den Poeten Stamen Pantschew (bulgarisch Стамен Панчев).

## Söhne und Töchter der Stadt
- Wessela Jazinska (* 1951), Mittelstreckenläuferin
- Marian Christow (* 1973), Fußballspieler

## Partnerstädte
- Saransk (Russland)
- Holbæk (Dänemark)